# Bologna Associazione Giuoco del Calcio 1938-1939
Questa voce raccoglie le informazioni riguardanti il Bologna Associazione Giuoco del Calcio nelle competizioni ufficiali della stagione 1938-1939.

## Stagione
Il Bologna vinse il quinto scudetto della sua storia, precedendo in classifica il Torino.

## Divise
| 1ª divisa |

## Organigramma societario
Area direttiva
- Presidente: Renato Dall'Ara

Area tecnica
- Allenatore: Árpád Weisz, poi dal 26 ottobre Hermann Felsner

## Rosa
| N. |                   | Ruolo | Calciatore       |
| -- | ----------------- | ----- | ---------------- |
|    | Italia (bandiera) | P     | Carlo Ceresoli   |
|    | Italia (bandiera) | P     | Pietro Ferrari   |
|    | Italia (bandiera) | D     | Dino Fiorini     |
|    | Italia (bandiera) | D     | Mario Montesanto |
|    | Italia (bandiera) | D     | Mario Pagotto    |
|    | Italia (bandiera) | D     | Secondo Ricci    |
|    | Italia (bandiera) | D     | Aldo Tugnoli     |
|    | Italia (bandiera) | C     | Michele Andreolo |
|    | Italia (bandiera) | C     | Giordano Corsi   |

| N. |                   | Ruolo | Calciatore        |
| -- | ----------------- | ----- | ----------------- |
|    | Italia (bandiera) | C     | Francisco Fedullo |
|    | Italia (bandiera) | C     | Aurelio Marchese  |
|    | Italia (bandiera) | C     | Raffaele Sansone  |
|    | Italia (bandiera) | A     | Piero Andreoli    |
|    | Italia (bandiera) | A     | Amedeo Biavati    |
|    | Italia (bandiera) | A     | Bruno Maini       |
|    | Italia (bandiera) | C     | Ettore Puricelli  |
|    | Italia (bandiera) | A     | Carlo Reguzzoni   |
|    | Italia (bandiera) | A     | Alcide Ivan Violi |

## Risultati

### Serie A

#### Girone d'andata
| Arbitro: | Bertolio (Torino) |

|                            |           |                                          |
| Scarabello 8’ Cattaneo 81’ | Marcatori | 39’ Montesanto 59’ Biavati 77’ Puricelli |

| Arbitro: | Mazza (Torre del Greco) |

|                                                     |           |                                                 |
| Reguzzoni 8’, 41’ (rig.) Marchese 13’ Puricelli 60’ | Marcatori | 20’ (rig.) Del Bianco 39’ Costantino 59’ Grossi |

| Arbitro: | Scotto (Savona) |

|                       |           |                      |
| Viani II 2’, 10’, 72’ | Marcatori | 87’ (rig.) Reguzzoni |

| Arbitro: | Ciamberlini (Sampierdarena) |

|  |           |                               |
|  | Marcatori | 40’ Petron 73’ Bo 87’ Gaddoni |

| Arbitro: | Barlassina (Novara) |

|                            |           |  |
| Puricelli 29’ Andreolo 39’ | Marcatori |  |

| Arbitro: | Soliani (Genova) |

|           |           |                                               |
| Torri 35’ | Marcatori | 33’ (aut.) Mornese 38’ Puricelli 79’ Andreolo |

| Arbitro: | Curradi (Firenze) |

|                             |           |                   |
| Reguzzoni 14’ Puricelli 40’ | Marcatori | 53’ (rig.) Cossio |

| Arbitro: | Dattilo (Roma) |

|             |           |                        |
| Spivach 84’ | Marcatori | 43’ Maini 76’ Andreolo |

| Arbitro: | Moretti (Genova) |

|             |           |  |
| Sansone 32’ | Marcatori |  |

| Arbitro: | Mattea (Torino) |

|              |           |               |
| Trevisan 51’ | Marcatori | 72’ Puricelli |

| Arbitro: | Pirovano (Monza) |

|                           |           |                        |
| Reguzzoni 78’ Biavati 82’ | Marcatori | 48’ Pomponi 75’ Stella |

| Arbitro: | Dattilo (Roma) |

|           |           |              |
| Bazan 37’ | Marcatori | 9’ Reguzzoni |

| Arbitro: | Bertolio (Torino) |

|             |           |  |
| Sansone 54’ | Marcatori |  |

| Arbitro: | Pizziolo (Firenze) |

|           |           |                                                                      |
| Rocco 88’ | Marcatori | 7’ Reguzzoni 23’ Sansone 45’ Biavati 46’, 65’ Puricelli 89’ Andreoli |

| Arbitro: | Bertolio (Torino) |

|               |           |                   |
| Puricelli 31’ | Marcatori | 49’ (rig.) Meazza |

#### Girone di ritorno
| Arbitro: | Barlassina (Novara) |

|                                        |           |  |
| Andreolo 10’ Biavati 44’ Puricelli 78’ | Marcatori |  |

| Arbitro: | Tonnetti (Roma) |

|                           |           |                   |
| Grossi 32’ Capocasale 39’ | Marcatori | 6’, 47’ Puricelli |

| Arbitro: | Barlassina (Novara) |

|               |           |           |
| Puricelli 72’ | Marcatori | 42’ Conti |

| Arbitro: | Dattilo (Roma) |

|               |           |             |
| Baldi III 23’ | Marcatori | 73’ Sansone |

| Arbitro: | Barlassina (Novara) |

|            |           |                           |
| Busani 39’ | Marcatori | 14’ Sansone 83’ Puricelli |

| Arbitro: | Pizziolo (Firenze) |

|                                        |           |  |
| Andreolo 11’ Biavati 37’ Puricelli 74’ | Marcatori |  |

| Arbitro: | Dattilo (Roma) |

|  |           |               |
|  | Marcatori | 69’ Puricelli |

| Arbitro: | Bertolio (Torino) |

|             |           |             |
| Biavati 53’ | Marcatori | 34’ Gabardo |

| Arbitro: | Barlassina (Novara) |

|                 |           |  |
| Varglien II 64’ | Marcatori |  |

| Arbitro: | Saracini (Ancona) |

|                         |           |  |
| Fedullo 11’ Biavati 89’ | Marcatori |  |

| Arbitro: | Dattilo (Roma) |

|               |           |               |
| Rosellini 50’ | Marcatori | 37’ Puricelli |

| Arbitro: | Soliani (Genova) |

|             |           |                    |
| Sansone 77’ | Marcatori | 25’ Sentimenti III |

| Arbitro: | Barlassina (Novara) |

|  |           |               |
|  | Marcatori | 47’ Puricelli |

| Arbitro: | Galeati (Bologna) |

|                                                             |           |  |
| Andreolo 5’ Reguzzoni 67’ Castello 77’ (aut.) Puricelli 85’ | Marcatori |  |

| Arbitro: | Dattilo (Roma) |

|                            |           |  |
| Candiani 38’ Guarnieri 64’ | Marcatori |  |

### Coppa Italia

#### Sedicesimi di finale
| Arbitro: | Tonnetti (Roma) |

|               |           |  |
| Colaussi 119’ | Marcatori |  |

### Coppa dell'Europa Centrale

#### Quarti di finale
| Arbitro: | Majorski |

|        |           |  |
| Ene 9’ | Marcatori |  |

| Arbitro: | Krist |

|                                               |           |  |
| Sansone 20’ Maini 46’, 68’ Reguzzoni 84’, 88’ | Marcatori |  |

#### Semifinali
| Arbitro: | Krist |

|                         |           |             |
| Puricelli 64’, 69’, 70’ | Marcatori | 36’ Kiszely |

| Arbitro: | Wiltshire |

|                         |           |               |
| Toldi 1’, 64’, 84’, 86’ | Marcatori | 42’ Puricelli |

## Statistiche

### Statistiche di squadra
| Competizione               | Punti | In casa | In casa | In casa | In casa | In casa | In casa | In trasferta | In trasferta | In trasferta | In trasferta | In trasferta | In trasferta | Totale | Totale | Totale | Totale | Totale | Totale | DR  |
| Competizione               | Punti | G       | V       | N       | P       | Gf      | Gs      | G            | V            | N            | P            | Gf           | Gs           | G      | V      | N      | P      | Gf     | Gs     | DR  |
| -------------------------- | ----- | ------- | ------- | ------- | ------- | ------- | ------- | ------------ | ------------ | ------------ | ------------ | ------------ | ------------ | ------ | ------ | ------ | ------ | ------ | ------ | --- |
| Serie A                    | 42    | 15      | 9       | 5       | 1       | 28      | 13      | 15           | 7            | 5            | 3            | 25           | 18           | 30     | 16     | 10     | 4      | 53     | 31     | +22 |
| Coppa Italia               |       | -       | -       | -       | -       | -       | -       | 1            | 0            | 0            | 1            | 0            | 1            | 1      | 0      | 0      | 1      | 0      | 1      | -1  |
| Coppa dell'Europa Centrale |       | 2       | 2       | 0       | 0       | 8       | 1       | 2            | 0            | 0            | 2            | 1            | 5            | 4      | 2      | 0      | 2      | 9      | 6      | +3  |
| Totale                     | -     | 17      | 11      | 5       | 1       | 36      | 14      | 18           | 7            | 5            | 6            | 26           | 24           | 35     | 18     | 10     | 7      | 62     | 38     | +24 |

### Statistiche dei giocatori[2]
| Giocatore     | Serie A  | Serie A | Coppa Italia | Coppa Italia | Coppa dell'Europa Centrale | Coppa dell'Europa Centrale | Totale   | Totale |
| Giocatore     | Presenze | Reti    | Presenze     | Reti         | Presenze                   | Reti                       | Presenze | Reti   |
| ------------- | -------- | ------- | ------------ | ------------ | -------------------------- | -------------------------- | -------- | ------ |
| P. Andreoli   | 2        | 1       | -            | -            | 3                          | 0                          | 5        | 1      |
| M. Andreolo   | 30       | 6       | 1            | 0            | 4                          | 0                          | 35       | 6      |
| A. Biavati    | 29       | 7       | 1            | 0            | 4                          | 0                          | 34       | 7      |
| C. Ceresoli   | 19       | -23     | 1            | -1           | -                          | -                          | 20       | -24    |
| G. Corsi      | 19       | 0       | 1            | 0            | 4                          | 0                          | 24       | 0      |
| F. Fedullo    | 23       | 1       | -            | -            | 1                          | 0                          | 24       | 1      |
| P. Ferrari    | 11       | -8      | -            | -            | 4                          | -6                         | 15       | -14    |
| D. Fiorini    | 7        | 0       | -            | -            | 1                          | 0                          | 8        | 0      |
| B. Maini      | 17       | 1       | -            | -            | 4                          | 2                          | 21       | 3      |
| A. Marchese   | 18       | 1       | 1            | 0            | -                          | -                          | 19       | 1      |
| M. Montesanto | 17       | 1       | 1            | 0            | -                          | -                          | 18       | 1      |
| M. Pagotto    | 30       | 0       | 1            | 0            | 4                          | 0                          | 35       | 0      |
| E. Puricelli  | 28       | 19      | 1            | 0            | 3                          | 4                          | 32       | 23     |
| C. Reguzzoni  | 30       | 8       | 1            | 0            | 4                          | 2                          | 35       | 10     |
| S. Ricci      | 21       | 0       | 1            | 0            | 4                          | 0                          | 26       | 0      |
| R. Sansone    | 27       | 6       | 1            | 0            | 4                          | 1                          | 32       | 7      |
| A. Tugnoli    | 1        | 0       | -            | -            | -                          | -                          | 1        | 0      |
| A.I. Violi    | 1        | 0       | -            | -            | -                          | -                          | 1        | 0      |